# Montefiorino
Montefiorino (Muntfiurèin in dialetto frignanese, Munfiuriin in dialetto locale) è un comune italiano di 2 131 abitanti della provincia di Modena in Emilia-Romagna, situato a sud-ovest del capoluogo. Montefiorino fu il centro della
Repubblica Partigiana nella seconda guerra mondiale, cosa che le ha valso il conferimento della medaglia d'oro al valor militare.
È caratterizzato da un'imponente rocca medievale posta al centro del paese.

## Storia

### Età antica
Terra storicamente abitata dai Liguri Friniati, che comprendevano tutta la montagna modenese e reggiana, spingendosi anche fino alla fascia collinare e all'alta pianura. Essi insieme ai Liguri Apuani, che abitavano la Lunigiana e la Garfagnana, costituivano la famiglia dei Liguri orientali. Con la grande invasione celtica del IV secolo a.C. che vide insediarsi i Galli Boi nell'alta pianura e nell'area collinare reggiana e modenese, vi furono alcune infiltrazioni galliche anche nella montagna, dalla pianura infatti tali popolazioni risalirono le vie fluviali principali, raggiungendo aree più remote come la vallata del torrente Dragone, come attesta l'influsso celtico nella toponomastica locale dell'area.

### Età contemporanea
Durante la seconda guerra mondiale, nell'estate del 1944 la zona fu teatro dell'operazione Wallenstein, una serie di rastrellamenti di partigiani effettuati da forze nazi-fasciste.

### Simboli
Lo stemma è stato riconosciuto con DCG del 7 novembre 1941.
Il gonfalone, concesso con regio decreto del 19 luglio 1941, è un drappo di rosso.

### Onorificenze
Montefiorino è tra le città decorate al valor militare per la guerra di Liberazione, insignita della Medaglia d'oro al valor militare il 28 febbraio 1970 per i sacrifici delle sue popolazioni e per la sua attività nella lotta partigiana durante la seconda guerra mondiale:

## Monumenti e luoghi d'interesse

### Architetture religiose
- Pieve romanica risalente al medioevo e intitolata alla Beata Vergine Assunta, con accanto la canonica vecchia nel territorio di Rubbiano.
- Chiesa di Sant'Andrea Apostolo nella frazione di Vitriola
- Chiesa, dedicata alla Beata Vergine di Loreto.
- Oratorio Madonna degli Zerbini, posto proprio all'inizio del paese, che fungeva da chiesa prima della costruzione di quella più recente.
- Oratorio di San Giuseppe, a Vitriola.
- Chiesa di San Michele a Casola.

### Architetture militari
- Rocca di Montefiorino, castello medievale posto nella parte più alta del paese. Nonostante i molti restauri, presenta ancora molti elementi originali. All'interno della rocca, oltre agli uffici dell'amministrazione comunale, ci sono il Museo della Resistenza e la torre della Rocca. Il primo è un museo riguardante la seconda guerra mondiale, in modo particolare la Repubblica partigiana di Montefiorino; la torre invece aveva un ruolo importante nel Medioevo, mentre oggi è luogo di alcune mostre e offre un panorama unico sulle vallate dei torrenti Dolo e Dragone.
- Monumento ai Caduti, posto al centro della piazza in memoria dei caduti durante le due guerre mondiali.

## Società

### Evoluzione demografica
Abitanti censiti

### Istituzioni, enti e associazioni
- Casa della Carità "Vitriola"[9], aperta il 15 ottobre 1960, appartenente alle Case della Carità fondate da don Mario Prandi nel 1941 a Fontanaluccia, nella diocesi di Reggio Emilia-Guastalla, in cui vi svolgono servizio persone consacrate (le Carmelitane Minori e i Fratelli della Carità) e persone laiche "ausiliari"[10][11][12].

## Economia
L'economia del comune si basa sulle attività agricole, di allevamento e trasformazione agroalimentare, artigianali e turistiche.

## Amministrazione
| Periodo        | Periodo        | Primo cittadino                  | Partito                            | Carica  | Note   |
| -------------- | -------------- | -------------------------------- | ---------------------------------- | ------- | ------ |
| 29 maggio 1983 | 5 giugno 1993  | Maurizio Paladini                | Democrazia Cristiana               | Sindaco | [ 13 ] |
| 6 giugno 1993  | 12 maggio 2001 | Muriella Guglielmini in Baldelli | Partito Democratico della Sinistra | Sindaco | [ 13 ] |
| 13 maggio 2001 | 14 maggio 2011 | Maurizio Paladini                | Forza Italia                       | Sindaco | [ 13 ] |
| 15 maggio 2011 | 4 giugno 2016  | Antonella Gualmini               | Lega Nord                          | Sindaco | [ 13 ] |
| 5 giugno 2016  | in carica      | Maurizio Paladini                | Lista civica Civiltà montanara     | Sindaco | [ 13 ] |

### Altre informazioni amministrative
Il comune fa parte dell'Unione dei comuni del Distretto ceramico.

### Gemellaggi
- Carqueiranne

## Sport
Montefiorino, essendo una località turistica, ha a disposizione diversi impianti sportivi:
- una piscina comunale regolamentare e una piscina per bambini, aperte per tutto il periodo estivo
- due campi da tennis
- palestra polivalente
- campo da calcio regolamentare più altri campi da calcio sparsi nelle singole frazioni
- palazzetto dello sport (inaugurato nell'estate del 2012, adiacente al campo da calcio comunale, comprensivo di ostello per ospitare ritiri di associazioni sportive, è gestito dal CSI).